# Pablo Tapia
Pablo Elías Tapia Díaz (Antofagasta, Chile, 4 de julio de 1991) es un futbolista chileno. Se desempeña como defensa.

## Clubes
| Club                  | País  | Año       |
| --------------------- | ----- | --------- |
| Deportes Copiapó      | Chile | 2011-2012 |
| Magallanes            | Chile | 2013      |
| Deportes Puerto Montt | Chile | 2013      |
| Magallanes            | Chile | 2014      |
| Municipal Mejillones  | Chile | 2014-2015 |
| Naval de Talcahuano   | Chile | 2016-2017 |
| Deportes Puerto Montt | Chile | 2017-2018 |

- Datos: Q16302293